# Meli’sa Morgan
Meli’sa Morgan (* 6. Dezember 1964 als Joyce Melissa Morgan in Queens, New York) ist eine US-amerikanische R&B-Sängerin.

## Biografie
Morgan sang bereits von Kindesbeinen an und wurde mit acht Jahren Mitglied in einer Gospelgruppe. In der High School sang sie in einigen R&B-Bands, die in der Regel Cover-Versionen bekannter Hits spielten. Ab 1982 begann ihre Karriere als professionelle Sängerin: Gemeinsam mit Alyson Williams und Erick McClinton gründete sie die Gruppe High Fashion und unterzeichnete einen Vertrag bei Capitol. Dem Trio gelang nur ein Top-40-Hit in den amerikanischen R&B-Charts (Feelin' Lucky Lately). Morgan stieg bereits nach dem ersten Album aus, arbeitete aber weiterhin als Backgroundsängerin für Künstler wie Melba Moore, Chaka Khan oder Whitney Houston.
Ab Mitte der 1980er Jahre, Morgan stand erneut bei Capitol unter Vertrag, feierte die Sängerin einige große Hits in den R&B-Charts. Ihre einzige Nummer eins Do Me Baby, eine Coverversion aus dem Prince-Album Controversy, gelang auch der Sprung unter die Top-50-Hit der Pop-Charts. Weitere Top-10-Hits von Morgan waren Do You Still Love Me? (1986), If You Can Do It: I Can Too und Love Changes (1987, mit Kashif) und Still in Love With You (1992).
Neben ihrem Hit mit Kashif waren auch ihre Duette mit James „JT“ Taylor und Freddie Jackson erfolgreich. Außerdem sang sie den Song Deeper Love für den Soundtrack zum Film Auf der Suche nach dem goldenen Kind, geschrieben von Diane Warren und tourte mit Freddie Jackson, Billy Ocean und LeVert.
Anfang 2015 war Morgan Thema der Doku-Reihe Unsung auf dem afro-amerikanischen TV-Sender TV One. Diese Reihe widmet sich R&B-Stars, die weniger Aufmerksamkeit erhielten.

## Diskografie

### Alben
| Jahr | Titel                  | Höchstplatzierung, Gesamtwochen, AuszeichnungChartplatzierungen (Jahr, Titel, Platzierungen, Wochen, Auszeichnungen, Anmerkungen) | Höchstplatzierung, Gesamtwochen, AuszeichnungChartplatzierungen (Jahr, Titel, Platzierungen, Wochen, Auszeichnungen, Anmerkungen) | Anmerkungen                            |
| Jahr | Titel                  | US | R&B | Anmerkungen                            |
| ---- | ---------------------- | --- | --- | -------------------------------------- |
| 1986 | Do Me Baby             | US41 Gold · (36 Wo.)US | R&B4 (44 Wo.)R&B |                                        |
| 1987 | Good Love              | US108 (19 Wo.)US | R&B11 (24 Wo.)R&B |                                        |
| 1992 | Still in Love with You | — | R&B38 (23 Wo.)R&B |                                        |
| 2005 | I Remember             | — | R&B96 (2 Wo.)R&B | Erstveröffentlichung: 8. November 2005 |

Weitere Studioalben
- 1990: The Lady in Me
- 2018: Love Demands

### Kompilationen
- 1996: Do You Still Love Me?: The Best of Meli’sa Morgan

### Singles
| Jahr | Titel Album                                              | Höchstplatzierung, Gesamtwochen, AuszeichnungChartplatzierungen (Jahr, Titel, Album, Platzierungen, Wochen, Auszeichnungen, Anmerkungen) | Höchstplatzierung, Gesamtwochen, AuszeichnungChartplatzierungen (Jahr, Titel, Album, Platzierungen, Wochen, Auszeichnungen, Anmerkungen) | Höchstplatzierung, Gesamtwochen, AuszeichnungChartplatzierungen (Jahr, Titel, Album, Platzierungen, Wochen, Auszeichnungen, Anmerkungen) | Anmerkungen                                                       |
| Jahr | Titel Album                                              | UK | US | R&B | Anmerkungen                                                       |
| ---- | -------------------------------------------------------- | --- | --- | --- | ----------------------------------------------------------------- |
| 1985 | Do Me Baby                                               | — | US46 Gold · (14 Wo.)US | R&B1 (24 Wo.)R&B | Coverversion des Prince-Songs aus seinem Album Controversy (1981) |
| 1986 | Do You Still Love Me? Do Me Baby                         | — | — | R&B5 (19 Wo.)R&B |                                                                   |
| 1986 | Fool’s Paradise Do Me Baby                               | UK41 (5 Wo.)UK | — | R&B24 (12 Wo.)R&B |                                                                   |
| 1987 | Deeper Love The Golden Child O.S.T.                      | — | — | R&B74 (7 Wo.)R&B |                                                                   |
| 1987 | If You Can Do It: I Can Too Good Love                    | UK86 (1 Wo.)UK | — | R&B2 (18 Wo.)R&B |                                                                   |
| 1987 | Love Changes Good Love                                   | — | — | R&B2 (19 Wo.)R&B | mit Kashif                                                        |
| 1988 | Here Comes the Night Good Love                           | — | — | R&B17 (13 Wo.)R&B |                                                                   |
| 1988 | Good Love                                                | UK59 (3 Wo.)UK | — | — |                                                                   |
| 1990 | Can You Give Me What I Want The Lady in Me               | — | — | R&B33 (9 Wo.)R&B |                                                                   |
| 1992 | Still in Love with You                                   | — | — | R&B9 (15 Wo.)R&B |                                                                   |
| 1992 | Through the Tears Still in Love with You                 | — | — | R&B18 (13 Wo.)R&B |                                                                   |
| 1992 | I’m Gonna Be Your Lover (Tonight) Still in Love with You | — | — | R&B68 (3 Wo.)R&B |                                                                   |
| 2005 | Back Together Again I Remember                           | — | — | R&B46 (17 Wo.)R&B | mit Freddie Jackson                                               |
| 2006 | I Remember... I Remember                                 | — | — | R&B86 (9 Wo.)R&B | mit Freddie Jackson                                               |

Weitere Singles
- 1986: Now or Never
- 1990: Don’t You Know
- 1995: Tell Me (How It Feels) (mit Mike Stevens)
- 1996: Searchin’ (mit Mike Stevens)
- 1999: Believe In Yourself (mit Soul Switch)
- 2003: Don’t Say Love (mit Soul Switch)
- 2015: Sweet Baby (mit Cool Million)
- 2015: So Good

### Gastbeiträge
| Jahr | Titel Album        | Höchstplatzierung, Gesamtwochen, AuszeichnungChartplatzierungen (Jahr, Titel, Album, Platzierungen, Wochen, Auszeichnungen, Anmerkungen) | Höchstplatzierung, Gesamtwochen, AuszeichnungChartplatzierungen (Jahr, Titel, Album, Platzierungen, Wochen, Auszeichnungen, Anmerkungen) | Höchstplatzierung, Gesamtwochen, AuszeichnungChartplatzierungen (Jahr, Titel, Album, Platzierungen, Wochen, Auszeichnungen, Anmerkungen) | Anmerkungen           |
| Jahr | Titel Album        | UK | US | R&B | Anmerkungen           |
| ---- | ------------------ | --- | --- | --- | --------------------- |
| 2000 | How A Brand New Me | — | — | R&B82 (8 Wo.)R&B | mit James „JT“ Taylor |